# Mamiya
Mamiya (jap. マミヤ・デジタル・イメージング株式会社 Mamiya Dejitaru Imejingu Kabushiki-gaisha) – japoński producent aparatów fotograficznych. 

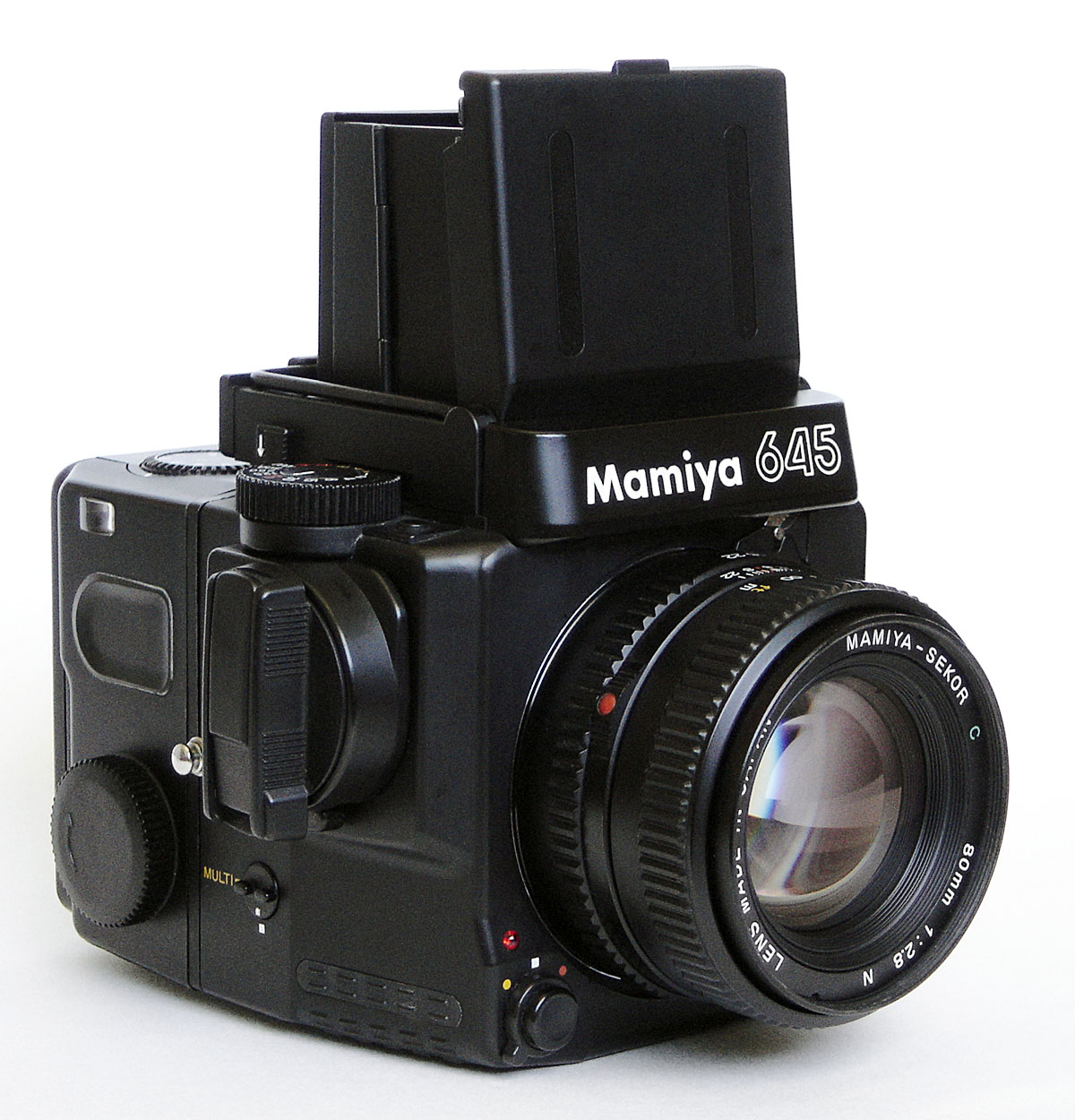
Aparat Mamiya 645

Przedsiębiorstwo zostało założone w latach 40. XX w. przez Seiichiego Mamiyę. Firma produkowała m.in. aparaty dwuobiektywowe średnioformatowe serii "C": C3, C33, C22, C220, C330, C330f, C220f, C330s, jednoobiektywowe lustrzanki średnioformatowe RB67 i RZ67, aparaty dalmierzowe średnioformatowe 6 i 7 oraz małoobrazkowe lustrzanki m.in. modele ZE i ZM. Producent oferuje również cyfrowe aparaty średnioformatowe, m.in. model ZD we współpracy z duńską firmą Phase One, która od 2009 roku jest właścicielem japońskiego przedsiębiorstwa.